# Adidas Stan Smith

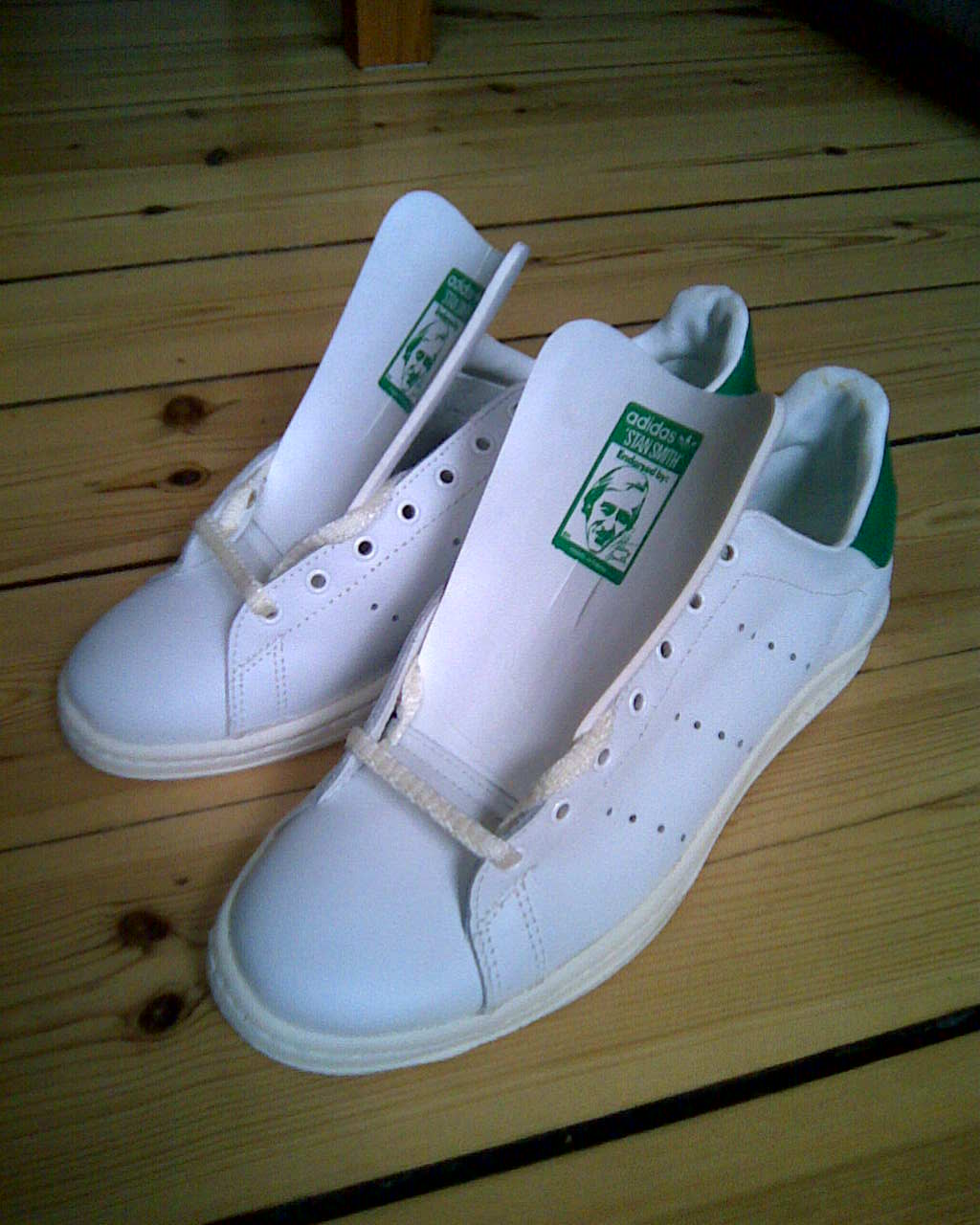
Adidas Stan Smith (tillverkad i Frankrike)

Adidas Stan Smith är en tennissko från Adidas. Numera används dock skon inte för tennis, utan som sneakers.
Stan Smith är en amerikansk tennisspelare, som var aktiv mellan slutet av 1960-talet och början av 1980-talet. År 1971 bad Adidas honom att skriva under den så kallade Haillet-skon.

## Inledning
Skon, vanligen i vitt läder och med skosnören, har en enkel design och till skillnad från de flesta Adidas-skor har den inte tre externa ränder. Istället finns det tre rader av perforeringar (eller stansade ventilationshål) i samma mönster på båda sidor av skons läderöverdel, vilka ska symbolisera de tre vanliga ränderna. Det finns ibland en skissad bild av Stan Smith på skons plös. I någon mening är förekomsten av Adidas marknadsföring minimal på skon. Skons design och form har i princip samma utseende, som när den började tillverkas, men flera nya versioner och färgsättningar har dykt upp under åren.